# 大妻女子大学
大妻女子大学（おおつまじょしだいがく、英語: Otsuma Women's University）は、東京都千代田区三番町12番地に本部を置く日本の私立大学。1908年創立、1949年大学設置。大学の略称は大妻女子（おおつまじょし）。

## 概観

### 大学全体
創立者大妻コタカが1908年に設置した裁縫、手芸の塾を母体とする。1922年に日本で初めて女子勤労学生のための中等夜間学校を開設した。その後、1949年に女子大学として設置された。「恥を知れ」の校訓で知られる。
東日本で最大規模の女子大学である。

## 沿革

### 年表
- 1908年 - 大妻コタカ、家塾を開設（紀尾井町にあった大島久直邸内[1]）
- 1916年 - 私立大妻技芸伝習所設置（東京府認可、各種学校）
- 1917年 - 私立大妻技芸伝習所を私立大妻技芸学校に改称。校訓「恥を知れ」、校歌を制定
- 1919年 - 大妻実科高等女学校を併設。私立大妻技芸学校裁縫部に夜学部（夜間部）を設置
- 1921年 - 大妻実科高等女学校を私立大妻高等女学校に組織変更（4年制）
- 1922年 - 大妻技芸学校を実業学校に組織変更。大妻中等夜学校（各種学校）を設立
- 1923年 - 私立大妻高等女学校を廃止（本科のみの大妻高等女学校とする）
- 1925年 - 大妻中等夜学校を廃止。大妻技芸学校に技芸科第二部（夜間）を設置
- 1929年 - 財団法人大妻学院認可
- 1937年 - 私立大妻高等女学校を5年制とする
- 1939年 - 大妻技芸学校第二部を大妻第二技芸学校に組織変更
- 1942年 - 大妻女子専門学校設置認可（大妻技芸学校高等科を吸収し、家政科、技芸科、家庭科を設置、商経科増設（旧制女子専門学校））
- 1943年 - 大妻技芸学校を大妻高等女学校に併合
- 1946年 - 大妻技芸学校・大妻高等技芸学校本科・大妻第二技芸学校を廃止し、大妻高等女学校・大妻学院高等女学校（新設・夜間）に併合改組
- 1947年 - 大妻コタカが公職追放により大妻学院理事長を辞職
- 1948年 - 大妻高等女学校・大妻学院高等女学校は卒業を待って廃止
- 1949年 - 大妻女子大学設置（家政学部被服学科、食物学科、家庭理学科、別科）
- 1950年 - 大学家政学部被服学科と食物学科を家政学科に改組。短期大学部設置（家政科第一部、第二部）
- 1951年 - 経営母体を財団法人大妻学院から学校法人大妻学院に組織変更。学制改革により大妻女子専門学校を廃止（全在校生の卒業による）
- 1952年 - 大妻コタカが理事長に復帰
- 1953年 - 新校旗・新校歌を制定
- 1965年 - 大妻高等技芸学校を廃止
- 1967年 - 埼玉県入間市に狭山台校を開設。大学に文学部国文学科、英文学科、短期大学部に国文科英文科を設置
- 1968年 - 大学家政学部に被服学科、児童学科を設置。大学家政学部の家政学科を食物学科に改組
- 1969年 - 新宿区市谷加賀町に加賀寮を開寮
- 1970年 - 大妻コタカ理事長が死去。
- 1972年 - 大学院家政学研究科食物学専攻（修士課程）、文学研究科国文学専攻（修士課程）、文学研究科研究科英文学専攻（修士課程）を設置。児童臨床相談室を開設
- 1977年 - 大学院家政学研究科児童学専攻（修士課程）を設置
- 1980年 - 大学院家政学研究科被服学専攻（修士課程）を設置
- 1981年 - 人間生活科学研究所を設置
- 1982年 - 大学院家政学研究科被服環境学専攻（博士課程）開設
- 1988年 - 多摩市唐木田に多摩校（多摩キャンパス）開設。短期大学部に生活科、日本文学科、実務英語科を設置
- 1990年 - 健康センターを開設
- 1992年 - 大学に社会情報学部社会情報学科を設置。児童臨床相談室を発展的に改組し、家政学部に児童臨床研究センターを設置
- 1996年 - 大学院家政学研究科被服環境学専攻（博士課程）を家政学研究科人間生活学専攻（博士課程）に改組。大学院文学研究科に国文学専攻（博士課程）、英文学専攻（博士課程）を設置。大学院に社会情報研究科社会生活情報専攻（修士課程）を設置
- 1998年 - 大学文学部の国文学科を日本文学科に改組
- 1999年 - 大学に人間関係学部人間関係学科、人間福祉学科、比較文化学部比較文化学科を開設。草稿テキスト研究所設置
- 2001年 - 短期大学部の生活科、日本文学科、実務英語科を廃止
- 2002年 - 大学の家政学部にライフデザイン学科を設置。大学の文学部にコミュニケーション文化学科を設置
- 2003年 - 短期大学部の家政科第二部を廃止。心理相談センターを開設。大学院に人間関係学研究科社会学専攻（修士課程）、人間関係学研究科臨床社会心理学専攻（修士課程）を設置
- 2005年 - 大学院人間関係学研究科の臨床社会心理学専攻（修士課程）を臨床心理学専攻（修士課程）に改組
- 2006年 - 大学院を男女共学化。学生相談センターを開設。生活科学資料館開設
- 2008年 - 人間生活科学研究所を人間生活文化研究所に改組。図書館及び情報メディアセンターを統合して総合情報センターを開設。学校法人大妻学院創立100周年
- 2009年 - 大学社会情報学部社会情報学科の社会環境情報学専攻を環境情報学専攻に、社会情報処理学専攻を情報デザイン専攻に改組。人間関係学部人間関係学科の社会心理学専攻を社会・臨床心理学専攻に改組
- 2010年 - 大学院の家政学研究科、文学研究科、社会情報研究科、人間関係学研究科を人間文化研究科に改組
- 2011年 - 短期大学部の家政科に生活総合ビジネス専攻を設置。キャリア教育センターを開設。教職総合支援センターを開設
- 2012年 - 世田谷区北烏山に大妻久我山寮を開寮。大妻女子大学生活科学資料館を大妻女子大学博物館に改組
- 2013年 - 学校法人大妻学院が学校法人誠美学園を吸収合併。国際センターを開設。地域連携推進センターを開設。大妻学院本館E棟が竣工。加賀寮を閉寮
- 2014年 - 大妻女子大学別館（J棟）竣工。大妻学院本館F棟竣工
- 2015年 - 狭山台校閉校（家政学部・文学部の1学年が狭山台キャンパスから千代田キャンパスに移行。これにより狭山台キャンパスを使用する学部はなくなった）。加賀寮跡地に新・大妻加賀寮を開寮
- 2016年 - 大妻女子大学校舎（G棟、H棟）が竣工。管理栄養士スキルアップセンター開設
- 2017年 - 比較文化学部の全学年が多摩キャンパスから千代田キャンパスに移行。英語教育研究所を開設。健康美学部の設置を文部科学省に申請したが、学部設置の趣旨等において不備な点があるとの指摘があり認可保留とされ、最終的に設置申請を取り下げた
- 2018年 - 社会情報学部の全学年が多摩キャンパスから千代田キャンパスに移行
- 2025年 - データサイエンス学部を設置

## 基礎データ

### 所在地
- 千代田キャンパス（東京都千代田区三番町）
  - 同校の発祥地で、現在も学校法人の本部が所在し、大妻中学校・高等学校が併設。同大学前の道路は大妻通りと呼ばれる。再開発によってキャンパスの集約が進む。
  - 最寄り駅は以下の通り（表記・所要時間は同大学公式サイトに従う）。

市ケ谷駅から徒歩10分（JR中央線（各駅停車）、東京メトロ有楽町線、東京メトロ南北線、都営新宿線）
半蔵門駅から徒歩5分（東京メトロ半蔵門線、半蔵門駅および半蔵門線は大妻通りの地下に建設）。
九段下駅から徒歩12分（東京メトロ東西線）。
- 多摩キャンパス（東京都多摩市唐木田）。
  - 1988年開設。大妻多摩中学校・高等学校が併設。
  - 小田急多摩線唐木田駅から徒歩5分。
- 狭山台キャンパス（埼玉県入間市狭山台）
  - 1967年開設。2015年閉校[2]。以降は 地域連携推進センター によるイベントなどに使用された後、2017年6月に中村屋へ売却された[リンク切れ][3]。2018年7月に中村屋 武蔵工場が竣工した。

### 象徴

#### 徽章
円の中に糸巻を入れたもので、円は円満、和合、親和、心の鏡を、糸巻は技能を表し、豊かな人格の形成と専門知識・技術の修得という理念を表している。

#### スクールカラー
- 古代紫。

#### 校歌
- 大学歌（大妻学院校歌）作詞 土岐善麿、作曲 平井康三郎

#### マスコット
大妻の頭文字「O」の筆記体をベースにイメージした「おーたん」がある。

## 教育および研究

### 学部
- 家政学部
  - 被服学科
  - 食物学科
  - 児童学科
  - ライフデザイン学科
- 文学部
  - 日本文学科
  - 英文学科
  - コミュニケーション文化学科
- 社会情報学部
  - 社会情報学科
- 人間関係学部
  - 人間関係学科
  - 人間福祉学科
- 比較文化学部
  - 比較文化学科
- データサイエンス学部
  - データサイエンス学科

## 大学院
大学院は男女共学である。
- 人間文化研究科
  - 人間生活科学専攻
  - 言語文化学専攻
  - 現代社会研究専攻（修士課程のみ）
  - 臨床心理学専攻（修士課程のみ）

### 附属機関
- 大妻コタカ記念室

### 教育
- 大妻女子大学育英奨学金
- 学校法人大妻学院特別育英奨学金
- 一般財団法人大妻コタカ記念会育英奨学金

## 大学関係者と出身者
- 大妻女子大学の人物一覧

## 施設

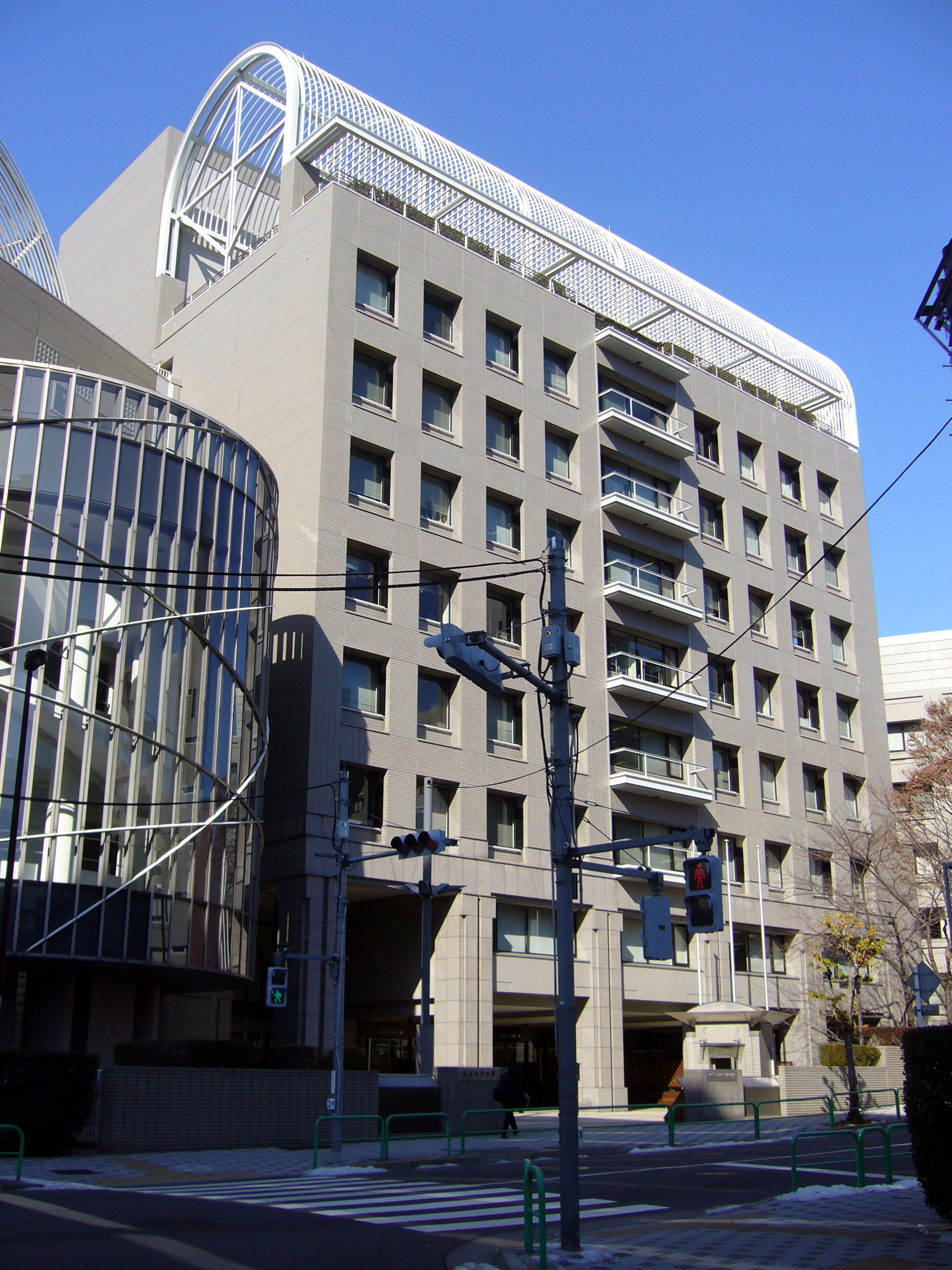
千代田キャンパス（2012年1月）

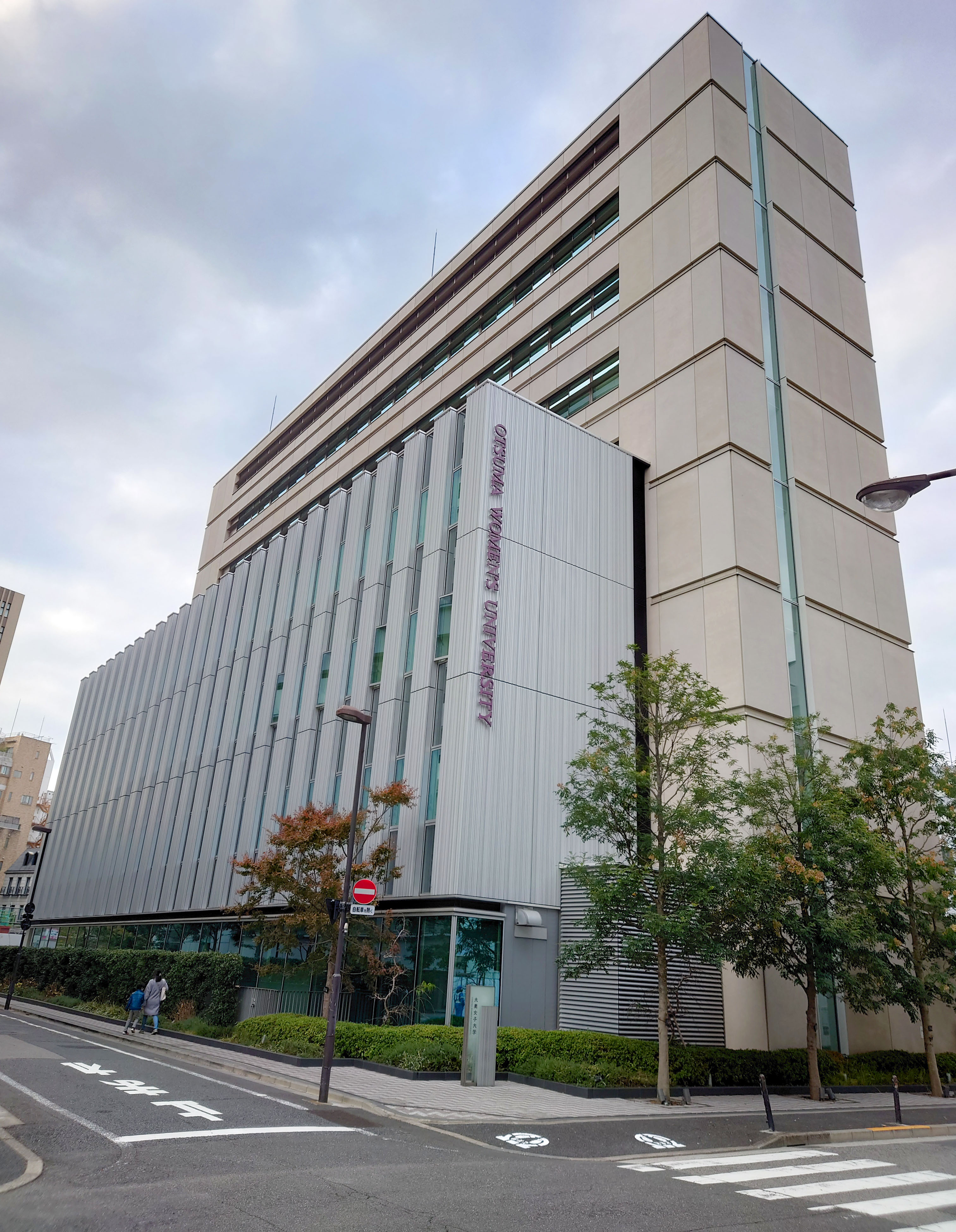
千代田キャンパス（2020年12月）

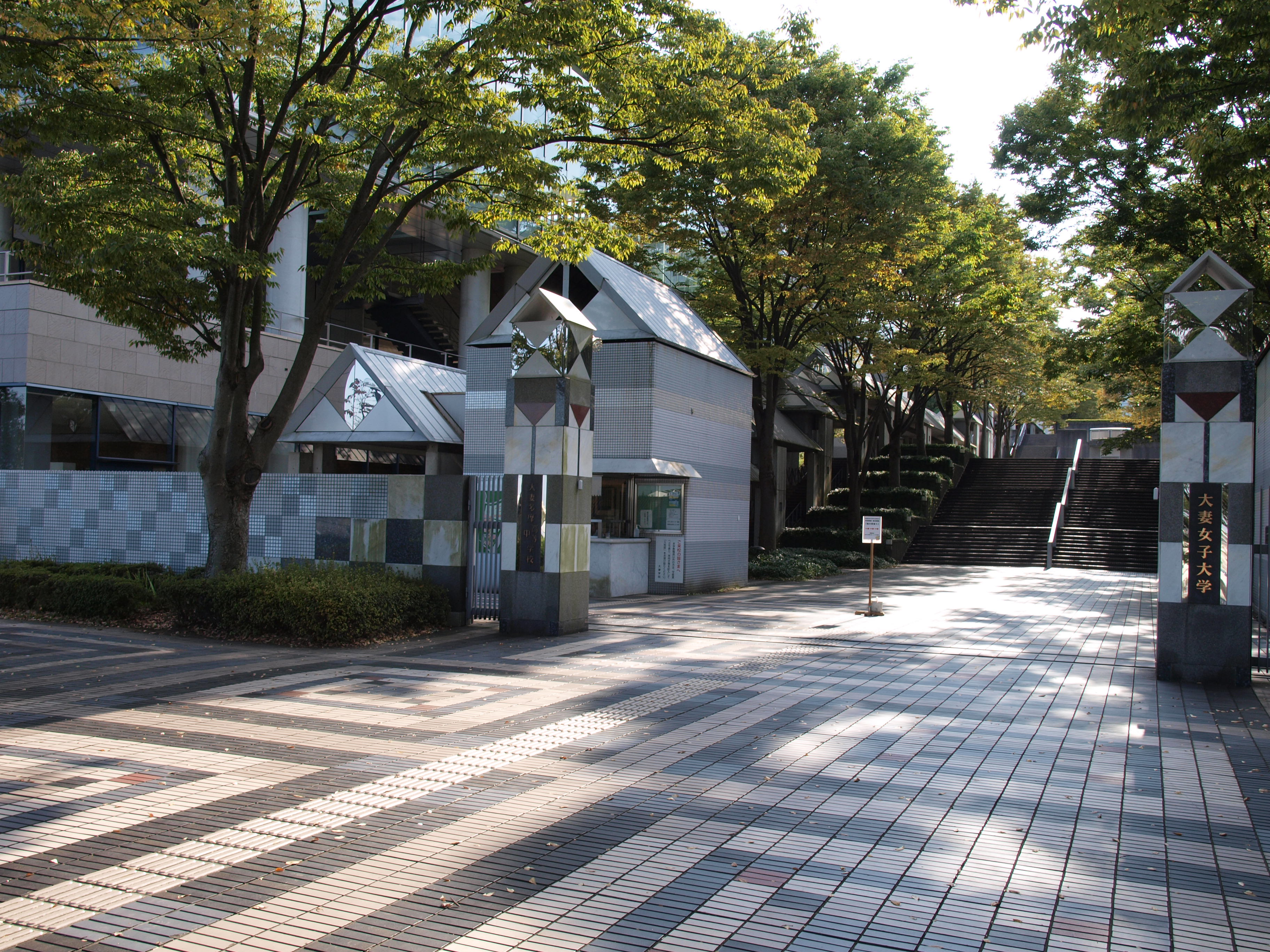
多摩キャンパス正門

### キャンパス

#### 千代田キャンパス
- 本部所在地
- 使用学部 - 家政学部、文学部、社会情報学部、比較文化学部

#### 多摩キャンパス
- 使用学部 - 人間関係学部

## 対外関係

### 地方自治体との協定
- 千代田区内大学と千代田区の連携協定
- 大妻女子大学
- 共立女子大学・共立女子短期大学
- 上智大学
- 専修大学
- 東京家政学院短期大学
- 東京電機大学
- 二松學舍大学
- 日本大学
- 日本歯科大学
- 法政大学
- 明治大学

### 海外協定校
- カナダ
  - ブリティッシュコロンビア大学
  - ダグラスカレッジ
- オーストラリア
  - ディーキン大学
  - モナシュ大学
- 中国
  - 北京師範大学
  - 南開大学
- グレートブリテン及び北アイルランド連合王国（イギリス）
  - オックスフォード大学ハートフォードカレッジ
  - ロンドン大学

## 系列校
- 大妻中学校・高等学校
- 大妻多摩中学校・高等学校
- 大妻中野中学校・高等学校
- 大妻嵐山中学校・高等学校

## Wiki関係他プロジェクトリンク
- ウィキソース (Wikisource)